# Carmen Calvo
Carmen Calvo Poyato (Cabra, 9 giugno 1957) è una politica e giurista spagnola, Prima Vicepresidente del Governo dal giugno 2018 al luglio 2021.
Con un dottorato in diritto costituzionale, è stata Ministro della Cultura dell'Andalusia tra il 1996 e il 2004 e Ministro della Cultura nel governo di José Luis Rodríguez Zapatero. Da giugno 2017 è la Segretaria delle Pari opportunità del Partito Socialista. Ha pubblicato diversi libri sul femminismo e l'uguaglianza di genere.

## Biografia
Ha studiato al Collegio delle Madri Scolopi e all'Istituto "Aguilar y Eslava" di Cabra, provincia di Cordova. Si è laureata in giurisprudenza presso l'Università di Siviglia nel 1980 e ha conseguito il dottorato in Diritto costituzionale presso l'Università di Cordova. Di questa università, in cui ha assunto successivamente il ruolo di segretaria generale e anche quello di vicepreside della facoltà di giurisprudenza (1990-1994), è professoressa ordinaria (in congedo) di diritto costituionale. Dal 1992 al 1996 è stata anche segretaria dell'Istituto andaluso interuniversitario di criminologia.
Fu solo a metà degli anni '90 che decise di concentrarsi sulla carriera politica. La sua prima responsabilità politica fu quella di consigliere del Consiglio economico e sociale di Cordova, dal 1994 al 1996. Il suo interesse per le questioni sociali - è stata definita come una femminista convinta - l'ha avvicinata nel 1999 nell'orbita del Partito Socialista Operaio Spagnolo (PSOE).

### Ministro della cultura dell'Andalusia
Nell'aprile 1996, Calvo è stato nominato Ministro della Cultura nel governo regionale dell'Andalusia sotto la presidenza di Manuel Chaves. Nel 2000 è stata eletta parlamentare di Cordova al Parlamento andaluso.
Durante i suoi otto anni come Ministro della Cultura regionale, Calvo ha inaugurato il Museo Picasso di arte contemporanea di Malaga nel 2003, ha negoziato il Patto andaluso per il libro - un patto per sostenere e promuovere la lettura - e ha effettuato importanti investimenti in chiese, biblioteche e teatri, come il Teatro Maestranza di Siviglia e lo sviluppo del Piano di qualità per i Musei dell'Andalusia che includeva l'ampliamento del Museo Archelogico di Cordova.

### Ministro della cultura

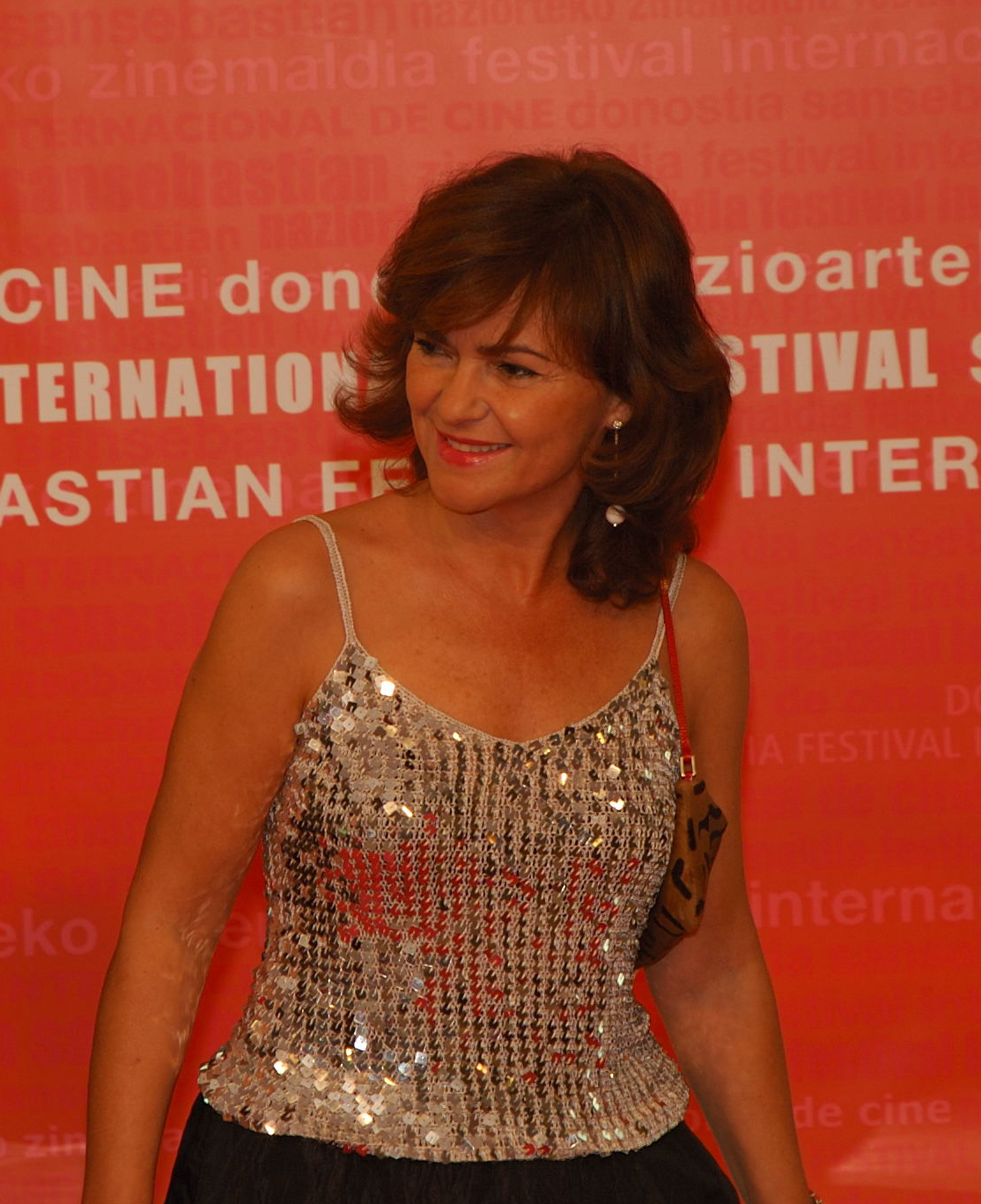
Il ministro Calvo al Festival internazionale del cinema di San Sebastiano, nel 2006

Nel gennaio 2004, compie il salto alla politica nazionale. Alle elezioni generali spagnole del marzo 2004, è stata eletta al Congreso, in rappresentanza di Cordova e successivamente è stata nominata Ministro della Cultura ad aprile dal nuovo Primo Ministro spagnolo, José Luis Rodríguez Zapatero.
Come ministro della cultura, Calvo è stata un diretto oppositore della pirateria del copyright e nel 2005 il suo dipartimento ha speso circa un milione di euro in una campagna per educare il pubblico sull'importanza della proprietà intellettuale. Tuttavia, è stata criticata dai funzionari dell'industria musicale per la sua affermazione che la proprietà intellettuale "non è un diritto assoluto". Una decisione che le costò gran parte della sua popolarità fu quella di trasferire documenti dall'Archivio Generale della Guerra Civile Spagnola alla comunità autonoma della Catalogna anche quando la maggior parte di quei documenti non apparteneva mai alla regione.
A causa dei cattivi risultati dell'anno precedente nel cinema spagnolo, nel 2007 ha presentato un progetto di legge che obbliga i cinema a proiettare film europei (almeno un 25%). Ciò è stato respinto dalla maggior parte dell'industria cinematografica e sono andati in sciopero il 18 giugno 2007, uno sciopero seguito da un 93% del settore. Il ministro Calvo è stata sostituita nel luglio 2007 e il suo successore ha approvato questa legge con grandi modifiche alla fine del 2007.

### Primo vicepresidente del Congreso
Dopo la cessazione dell'incarico come Ministro della Cultura, Calvo è stata eletta Primo Vice Presidente del Congresso dei Deputati ed è rimasta in carica fino alla fine della legislatura nel gennaio 2008.
Nelle elezioni generali del 2008, Calvo è stato rieletto parlamentare di Cordova ed è stato nominato presidente del Comitato congressuale per la parità e membro del Comitato congressuale per la difesa e Comitato per le politiche per la disabilità globale. Durante questa riunione del Congresso presiede anche due sottocomitati, uno sull'aborto e l'altro sulla violenza di genere.
Calvo ha rifiutato la candidatura alle elezioni generali del 2011 a causa di disaccordi con la lista elettorale fatta per Córdova ed è tornata alla sua posizione di insegnante all'università. Nel 2017 è diventata persona di fiducia del nuovo Segretario Generale del PSOE Pedro Sánchez, che l'ha nominata Segretario per l'uguaglianza del partito.

### Vicepresidente del Governo
Il 5 giugno 2018 è stata nominata Vicepresidente del Governo di Spagna e Ministro della Presidenza e dell'Uguaglianza. Ha prestato giuramento davanti al re al Palazzo della Zarzuela il 7 giugno 2018. 

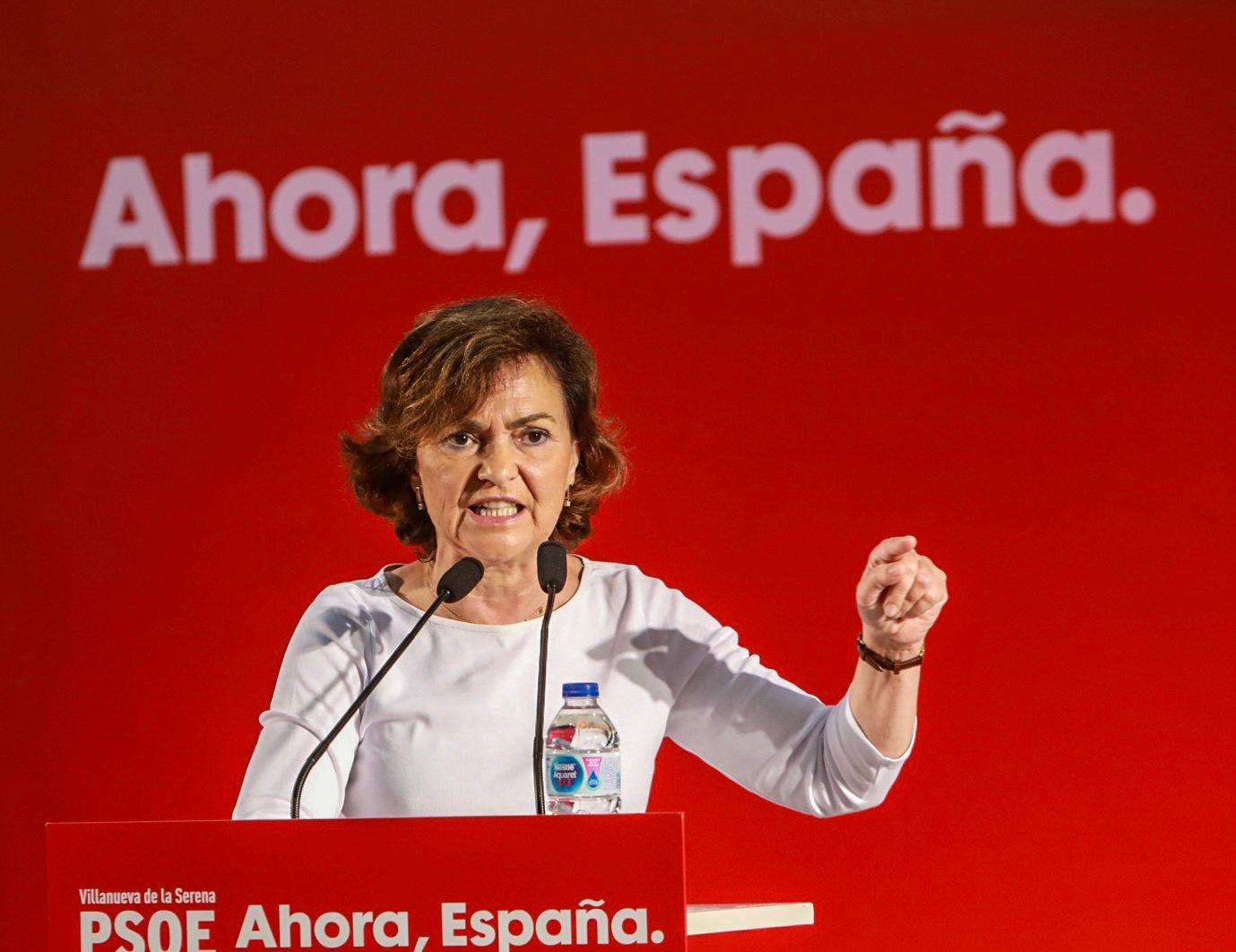
Carmen Calvo nel 2019

Durante il suo mandato, Calvo si è concentrata sulla violenza di genere soprattutto dopo una controversa sentenza dettata dal tribunale provinciale della Navarra che condanna un gruppo di uomini che hanno violentato una donna di 18 anni per abuso sessuale - 9 anni di carcere - e non per violenza sessuale o stupro - ciò significherebbe almeno 20 anni - e provocando disordini sociali. Calvo ha proposto una riforma del codice penale per includere il consenso sessuale esplicito. Dopo aver fatto appello alla sentenza, l'Alta Corte di giustizia di Navarra ha confermato la sentenza del tribunale provinciale.
Nel novembre 2018, Calvo ha anche proposto di modificare la Costituzione per escludere alcune parole che possono essere considerate offensive per le persone disabili e per creare un mandato costituzionale che protegga in modo specifico le donne disabili.
Il 13 gennaio 2020 ha prestato nuovamente giuramento come Vicepresidente e Ministro della Presidenza nel Governo Sánchez II, perdendo il Ministero della parità a favore di Irene Montero. In occasione di un rinnovamento del governo nel luglio 2021, esce dal governo.

## Vita privata
Calvo è la sorella del politico e scrittore José Calvo Poyato, ex deputato del Parlamento dell'Andalusia ed ex sindaco di Cabra.
All'età di 19 anni, sposò il suo fidanzato d'infanzia, con il quale ebbe una figlia all'età di 22 anni. Lei e sua figlia condividono l'amore per la musica rock. Successivamente, sposò il sociologo Manuel Pérez Yruela, ex portavoce del governo regionale dell'Andalusia e professore ricercatore dell'Istituto di studi sociali dell'Andalusia. In seguito divorziarono. Ha due nipoti.
Il 25 marzo 2020 è risultata positiva al COVID-19 durante la prima ondata della pandemia. Público ha annunciato che Calvo si era ripresa dalla malattia nel maggio 2020.
È una fan della corrida.